# Culture and Society
Culture and Society (anglès: "Cultura i societat") és un llibre publicat el 1958 per l'autor gal·lès d'esquerres Raymond Williams, que retrata el desenvolupament de la idea de cultura a Occident des del segle xviii fins al xx, centrant-se en el cas del Regne Unit. Quan es va publicar, el llibre va revolucionar les categories habituals de "cultura" i les seves implicacions socials i històriques. La idea central és que, durant el període de 1780 a 1850, la noció de cultura es va anar moldejant en resposta a la Revolució Industrial i els canvis socials i polítics de l'època, alhora que la democràcia va anar influint en el seu desenvolupament. En aquesta obra es va copsant els sentits donats a la noció de cultura a través de l'obra d'autors i assatgistes britànics com Edmund Burke, WIlliam Cobbett, William Blake, William Wordsworth, F. R. Leavis, George Orwell o Christopher Caudwell. Abans dels autors de la Il·lustració, "cultura" tenia un sentit més limitat i es referia principalment als fruits de la tasca erudita o de les belles arts, com la literatura, mentre que a partir de finals del segle xviii es va eixamplant per incloure-hi més sentits, àmbits i límits, que Williams analitza des d'una perspectiva marxista, així com la idea de democràcia com a metanarrativa principal substitutiu de la religió d'èpoques anteriors a Occident. El llibre encara es troba disponible en diverses llengües.